# Wittingen
Wittingen est une ville allemande située en Basse-Saxe, dans l'arrondissement de Gifhorn.

## Démographie

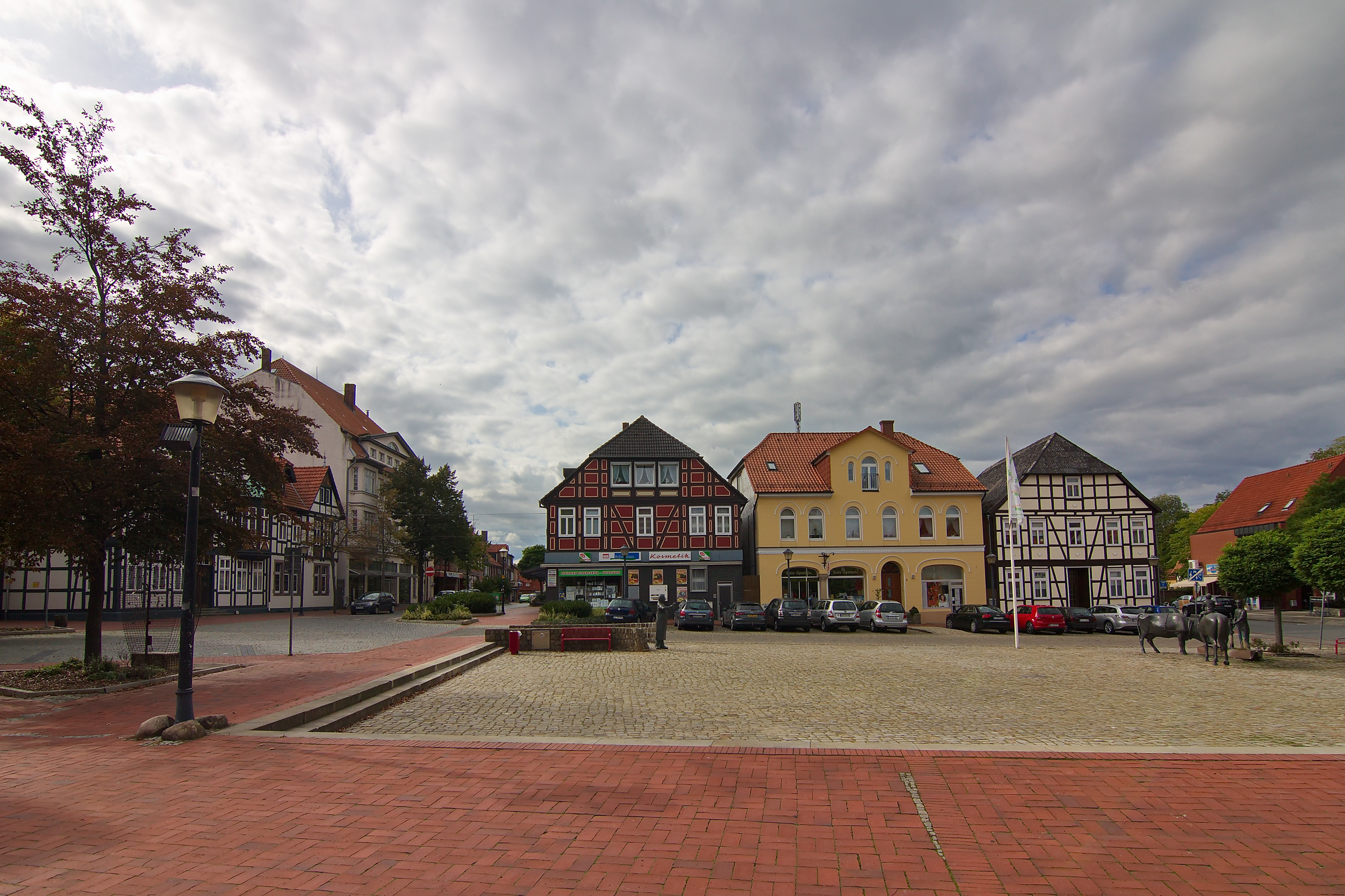
Place du marché

## Quartiers
- Knesebeck
- Ohrdorf

## Société
- Privatbrauerei Wittingen

## Personnalités liées à la ville
- George Diederich Benthien, officier de la Grande Armée